# قلعه نوادر
بقایای قلعه نوادر مربوط به سده‌های اولیه دوران‌های تاریخی پس از اسلام است و در شهرستان ابهر، بخش مرکزی، دهستان دولت‌آباد، ۹۸۰ متری شمال روستای نایجوک واقع شده و این اثر در تاریخ ۱۲ دی ۱۳۸۶ با شمارهٔ ثبت ۲۰۴۵۳ به‌عنوان یکی از آثار ملی ایران به ثبت رسیده‌است.